# Блажова
Блажо̀ва (на полски: Błażowa) е град в Югоизточна Полша, Подкарпатско войводство, Жешовски окръг. Административен център е на градско-селската Блажовска община. Заема площ от 4,23 км2.

## Население
Според данни от полската Централна статистическа служба, към 1 януари 2013 г. населението на града възлиза на 2 182 души. Гъстотата е 516 души/км2.